# Segreto industriale
Il segreto industriale  o  aziendale è uno strumento di tutela delle attività intellettuali (creative e inventive) relative allo sviluppo di prodotti industriali. Rientra nella branca del diritto industriale alla concorrenza.
Nell'ordinamento italiano, prima della riforma del 1995 (seguita agli accordi internazionali TRIPs del 1994), tale istituto non godeva di una sua specifica e autonoma qualificazione normativa; dunque fino a quel momento esso fondava la sua efficacia sui principi del diritto privato contrattuale e del diritto della concorrenza. Il segreto commerciale è una modalità speciale di utilizzo di documenti e informazioni che hanno un valore per un'organizzazione commerciale. È stabilito per ottenere vantaggi, poiché i dati hanno valore proprio perché sconosciuti a terzi.
Con tale riforma invece venne introdotto un apposito articolo (l'art. 6-bis) nella legge italiana sulle invenzioni (R.D. 1127/1939). Nel 2005 il contenuto dell'articolo 6-bis della legge sulle invenzioni è stato trasfuso ed ampliato con una sostanziale modifica negli articoli 98 e 99 del nuovo codice della proprietà industriale. Con questi due articoli appare chiara la volontà di disincentivare gli investimenti in spionaggio, e non misurare l'efficienza delle imprese in base alla loro capacità di predisporre adeguate contromisure.

## Definizione
Nella legge internazionale, il segreto commerciale è trattato nell'art. 39 dell'Accordo TRIPs.
Nella legge italiana, tre fattori definiscono il segreto industriale sotto la sez. VII, artt. 98-99 del Codice della Proprietà Industriale.
Il segreto industriale tutela le informazioni aziendali ed esperienze tecnico-industriali, comprese quelle commerciali, soggette al legittimo controllo del detentore che soddisfano i seguenti requisiti (contenuti nell'art. 98 c.p.i.):
1. Non notorietà o non agevole accessibilità nel loro insieme o configurazione.
2. Presenza di un valore economico del segreto.
3. Adozione da parte del legittimo detentore di «misure da ritenersi ragionevolmente adeguate» a mantenere il carattere segreto dell'informazione.

In aggiunta, il sopracitato articolo estende la tutela ai dati relativi a componenti chimici di prodotti chimico farmaceutici e agricoli assoggettati a pubbliche autorizzazioni per poter essere immessi in commercio.
La tutela consente (come riportato nell'art. 99 c.p.i.), ferma la disciplina della concorrenza sleale, al legittimo detentore delle informazioni, il diritto di vietare ai terzi, salvo proprio consenso, di acquisire, rivelare a terzi od utilizzare, in modo abusivo, tali informazioni ed esperienze, salvo il caso in cui esse siano state conseguite in modo indipendente dal terzo.
La tutela è riconosciuta in capo a chi detiene il «legittimo controllo» delle informazioni.

## Valore e Protezione
I segreti industriali sono componenti importanti per le proprietà intellettuali di un'azienda. Il loro contributo al valore industriale è difficile da misurare in quanto dipendente da molti fattori.
In contrasto con le proprietà intellettuali registrate, i segreti industriali sono, per definizione, non divulgati al mondo. In compenso, i detentori dei segreti cercano di proteggere le informazioni dai concorrenti (trattasi di spionaggio industriale) istituendo procedure speciali per la loro gestione, nonché misure di sicurezza tecnologiche e legali. Le tutele legali comprendono accordi di non divulgazione (NDA) e clausole di non concorrenza. In altre parole, in cambio dell'opportunità di essere assunti dal detentore di segreti, un dipendente può firmare accordi per preservare segrete le informazioni di proprietà del suo potenziale datore di lavoro e di non lavorare per un concorrente per un determinato periodo di tempo. La violazione dell'accordo comporta generalmente la possibilità di pesanti sanzioni pecuniarie che fungono da disincentivo a rivelare segreti industriali. 
Dimostrare una violazione di un accordo di non divulgazione può essere molto difficile. Ecco perché i segreti aziendali, come le formule segrete, sono spesso protetti limitando le informazioni chiave a poche persone fidate. Esempi famosi di prodotti protetti da segreti commerciali sono il liquore Chartreuse e la Coca-Cola.

## Fondamento 'proprietario' della tutela
Con gli articoli 98-99 c.p.i. si è inteso attribuire alla tutela del segreto un fondamento 'proprietario' e non concorrenziale. Fondamento proprietario che è comune alla tutela brevettuale; infatti entrambe le forme di protezione vogliono porre le imprese di fronte all'alternativa di investire autonomamente in nuove tecnologie oppure contrarne lo sfruttamento con le imprese detentrici, offrendo adeguati canoni di licenza.
Le informazioni segrete sono protette contro atti di rivelazione, acquisizione o utilizzazione da parte di terzi. Data la natura non strettamente concorrenziale della tutela, essa protegge anche in caso di rivelazione del segreto da parte di soggetti non concorrenti. Qualora questo avvenga, i soggetti sono ritenuti responsabili dei danni per la violazione del diritto sulle informazioni segrete; tuttavia, essendo le informazioni diventate di dominio pubblico,  e avendo perciò perso il proprio carattere segreto, possono essere sfruttate liberamente da tutti i concorrenti.

## Conflitto titolare-dipendente
In questa sezione è trattato il caso particolare in cui il segreto viene sfruttato da una azienda concorrente, grazie a conoscenze acquisite dagli ex dipendenti del titolare dell'informazione segreta. In questi casi si ha un conflitto di interessi tra il dipendente che desidera sfruttare le conoscenze acquisite nella precedente attività lavorativa, e il datore di lavoro che vorrebbe continuare ad avere l'uso esclusivo delle tecniche o informazioni segrete. Va rimarcato che la tutela si estende non solo alle tecniche o informazioni trasmesse dall'imprenditore al dipendente, ma anche a quelle conseguite attraverso l'operato del dipendente stesso.
In presenza dei presupposti dell'art. 39 TRIPs, l'interesse di tutela del segreto prevale su quello del dipendente di utilizzare le conoscenze acquisite. L'interesse del lavoratore di utilizzare in proprio o presso altri le conoscenze acquisite, può tuttavia prevalere, nei casi in cui queste nozioni ineriscono alle capacità professionali proprie del dipendente.

## Concorrenza sleale
Risulta importante rimarcare che la tutela è prevista nell'art. 99 c.p.i. «ferma la disciplina della concorrenza sleale». Questo consente una protezione concorrenziale supplementare, che ha valore anche per informazioni che non soddisfano i requisiti dell'art. 98 c.p.i., ma che vengono sottratte con mezzi professionalmente scorretti. Ad esempio, questo vieta di sottrarre, mediante la collaborazione di dipendenti infedeli, o atti di spionaggio industriale, anche informazioni che non abbiano valore economico sostanziale.